# Mars 2
De Mars 2 (Russisch: Марс 2) was een Russische onbemande ruimtevlucht naar Mars aan het begin van de jaren 70 uit de vorige eeuw. Het doel van deze missie, technisch identiek aan Mars 3 en gelijktijdig gelanceerd, was om zowel met een orbiter als lander Mars te onderzoeken.

## Ruimterace
In die tijd waren de Koude oorlog en ruimterace in volle gang. Ook de Amerikanen schoten tijdens dit lanceervenster twee verkenners naar de rode planeet, de Mariner 8 en 9. Overigens was het zo dat in de jaren voor deze missie al vele vluchten naar Mars mislukten. Met de Mars 2 boekten de Sovjets wederom een primeur: het was het eerste door mensen vervaardigde voorwerp dat de oppervlakte van onze buurplaneet bereikte.

## Lanceervenster
Door het gunstige lanceervenster kon Mars 2 zowel een lander als genoeg brandstof voor de remraket meenemen. Het was de bedoeling dat de orbiter na afremming onderzoek naar de planeet deed; tevens fungeerde deze als doorgeefstation voor de lander en seinde diens wetenschappelijke gegevens door naar de Aarde.
Wanneer Zon, Aarde en Mars op een lijn staan, spreekt men van oppositie. Voor Mars gebeurt dit ongeveer eens in de twee jaar. De baan van Mars rond de zon is elliptischer dan die van de Aarde. Dit houdt in dat de afstand die een ruimtevaartuig moet afleggen door de jaren heen varieert. Hoe kleiner de afstand, des te meer nuttige lading de draagraket kan meevoeren. Dit zorgt voor opmerkelijke verschillen in het maximaal toegestane gewicht van de sonde. Een Amerikaanse Atlas-Centaur draagraket kon tijdens het lanceervenster van 1969 413 kg naar Mars zenden. Tijdens het daaropvolgende lanceervenster van 1971 kon diezelfde raket 1031 kg richting Mars schieten.
Voor ontwerpers iets om terdege rekening mee te houden. Als de bouw van een verkenner vertraging oploopt en niet tijdig gereed is, dan is het zeer wel mogelijk dat de sonde te zwaar is voor het volgende lanceervenster. Een mogelijke oplossing is een krachtigere lanceerraket, maar dat maakt de missie aanzienlijk duurder.

## Nieuwe lanceerraket

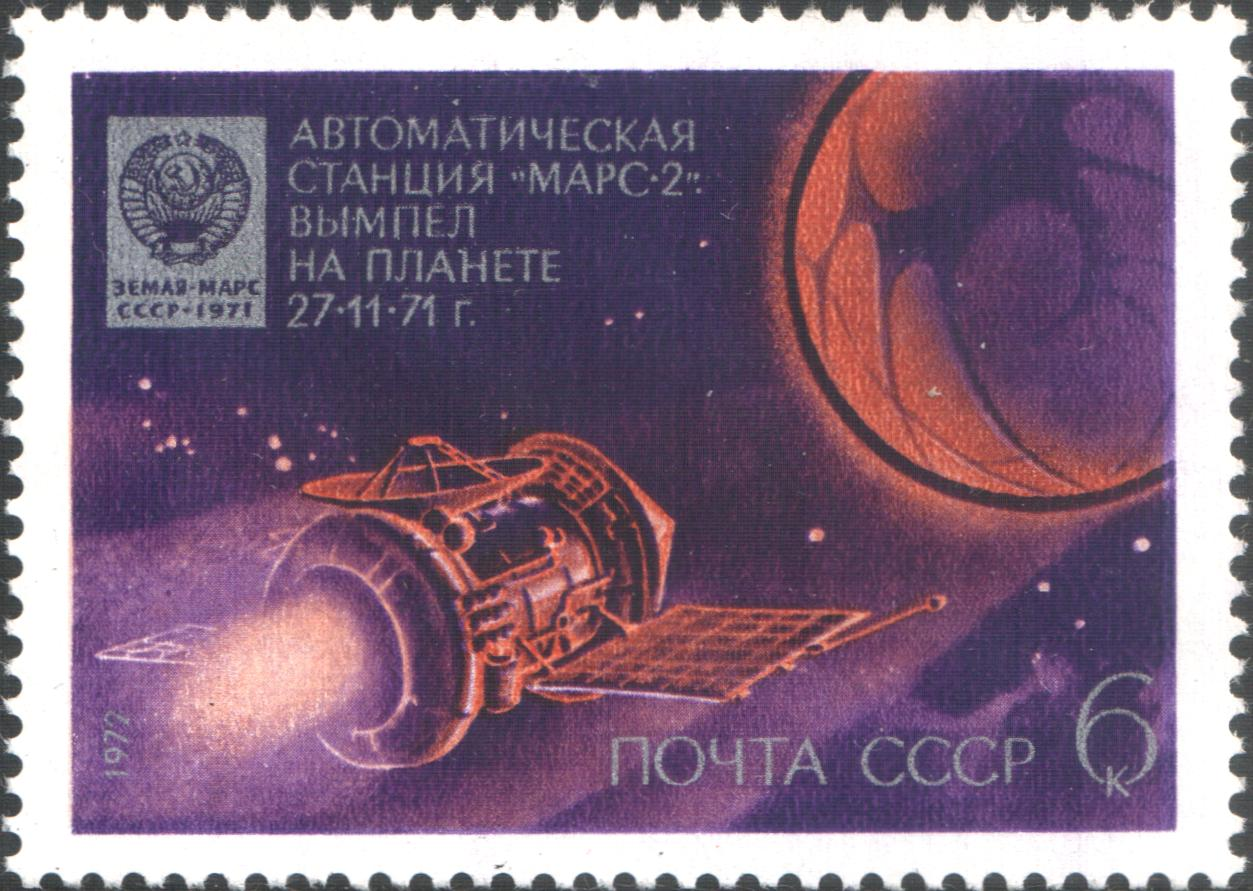
Russische postzegel over Mars 2

Door het beschikbaar komen van een krachtigere draagraket (de Proton) konden de Russen nu veel zwaardere verkenners lanceren. Mars 2 was het eerste exemplaar van een nieuwe generatie onbemande interplanetaire sondes die ongeveer vijf ton wogen. De Sovjet-Unie zou dit type enige jaren later tevens inzetten voor het Veneraprogramma, dat onderzoek deed naar Venus.

## Orbiter

### Afmetingen en gewicht
De cilindrische orbiter van Mars 2 had inclusief zonnepanelen een spanwijdte van 5,90 m, een diameter van 2 m en was 4,10 m hoog. Het vaartuig woog bij lancering in totaal 4650 kg, waarvan 3440 kg voor de orbiter en 1210 kg voor de lander. Zonder brandstof woog het geheel 2265 kg. Het was eigenlijk een vliegende brandstoftank, met een 2½ m brede schotelantenne aan de zijkant en de lander bovenop gemonteerd. De antennes voor communicatie met de lander waren bevestigd aan de zonnepanelen. Vluchtinstrumenten en navigatieapparatuur waren onderaan het ruimtevaartuig geplaatst.

### Wetenschappelijke instrumenten
De orbiter had diverse wetenschappelijke instrumenten, die deels in een afgesloten gedeelte waren ondergebracht:
- Groothoek-camera met een brandpuntsafstand van 52 mm en onder andere een rood, groen, blauw en uv-filter.
- Telelens met een brandpuntsafstand van 350 mm en een hoek van 4°.

Deze camera's leverden beelden met een resolutie van 10 tot 100 meter en bestonden uit 1000 x 1000 beeldelementen. De opnames werden in een geautomatiseerd systeem ontwikkeld en vervolgens afgetast, waarna de beelden naar de Aarde werden gezonden.
- Drie-assige magnetometer (bevestigd op een stang aan een van de zonnepanelen), om zowel het interplanetaire als Martiaanse magnetisch veld te bepalen.
- Infrarood radiometer, met een bereik van 8-40 micrometer om de temperatuur van het Marsoppervlak te bepalen. Dit instrument woog 1 kg en mat tot -100°C.
- Fotometer voor spectraalanalyse door absorptie van waterdamp in de atmosfeer.
- Infrarood fotometer.
- Ultraviolet fotometer, voor het opsporen van atomische zuurstof, waterstof en argon.
- Lyman-alpha sensor, om waterstof in de bovenste lagen van de Martiaanse dampkring op te sporen.
- Visuele fotometer, die in zes smalle banden werkte tussen 0,35 en 0,70 micrometer.
- Radiotelescoop en radiometer, om albedo van de oppervlakte en atmosfeer na te gaan in het zichtbare spectrum (0,3-0,6 micrometer) en radioreflectie op 3,4 cm golflengte. Tevens was zo een inschatting van de bodemtemperatuur mogelijk tot 35 à 50 cm diepte.
- Infrarood spectrometer op de 2,06 micrometerband, om de optische dikte van de atmosfeer te bepalen.

Tijdens de vlucht naar Mars mat de sonde de kosmische straling en zonnewind. Acht elektrostatische plasmasensoren maten de snelheid, temperatuur en samenstelling van de zonnewind in een bereik van 30 - 10.000 eV
Verder deed men onderzoek naar de atmosfeer door ontvangen radiosignalen bij occultatie te vergelijken met andere.

## Lander

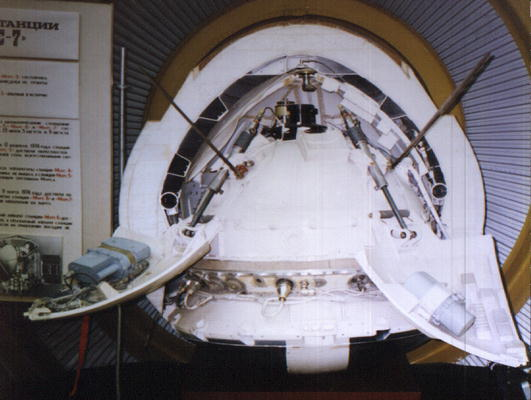
Doorsnede van een Mars-type landingscapsule in het Lavochkin museum

### Wetenschappelijke instrumenten
De landingsschotel van Mars 2 bestond uit een sferische landingscapsule met een diameter van 1,20 m, een conisch aerodynamisch hitteschild met een diameter van 2,90 m, en een remparachute. De remraketten werkten op vaste brandstof. Het totale gewicht van de landingsschotel bedroeg 1210 kg, de landingscapsule zelf woog slechts 358 kg. Er was schuim aangebracht als schokdemping en een automatisch systeem van stikstofraketjes zorgde voor standregeling. De hoofd- en reserveparachute, de daalmotor en radarhoogtemeter waren boven op de lander aangebracht. De lander had vier kroonbladvormige elementen, die na landing uitklapten en zo het scheepje rechtop zetten en waardoor de boordinstrumenten vrijkwamen.
De lander beschikte over de volgende instrumenten:
- Twee tv-camera's die een 360° breed beeld gaven.
- Massaspectrometer om samenstelling van de atmosfeer te bepalen.
- Temperatuursensor.
- Windsensor.
- Druksensor.
- Instrumenten om chemische eigenschappen van de Marsbodem na te gaan. Hiervoor gebruikte men onder andere een mechanische arm om te speuren naar organisch materiaal en sporen van leven.

Vier antennes zorgden voor communicatie met de orbiter. Verder voerde de lander een wimpel met het wapen van de Sovjet-Unie mee. Temperatuurcontrole geschiedde door isolatie en radiatoren. Energie verkreeg de lander door batterijen, die voor afkoppeling door de orbiter werden opgeladen. Om iedere kans op besmetting van eventueel astrobiologisch leven op Mars door aardebacteriën uit te sluiten, steriliseerden de Russen de lander voor lancering.

### Marsochod

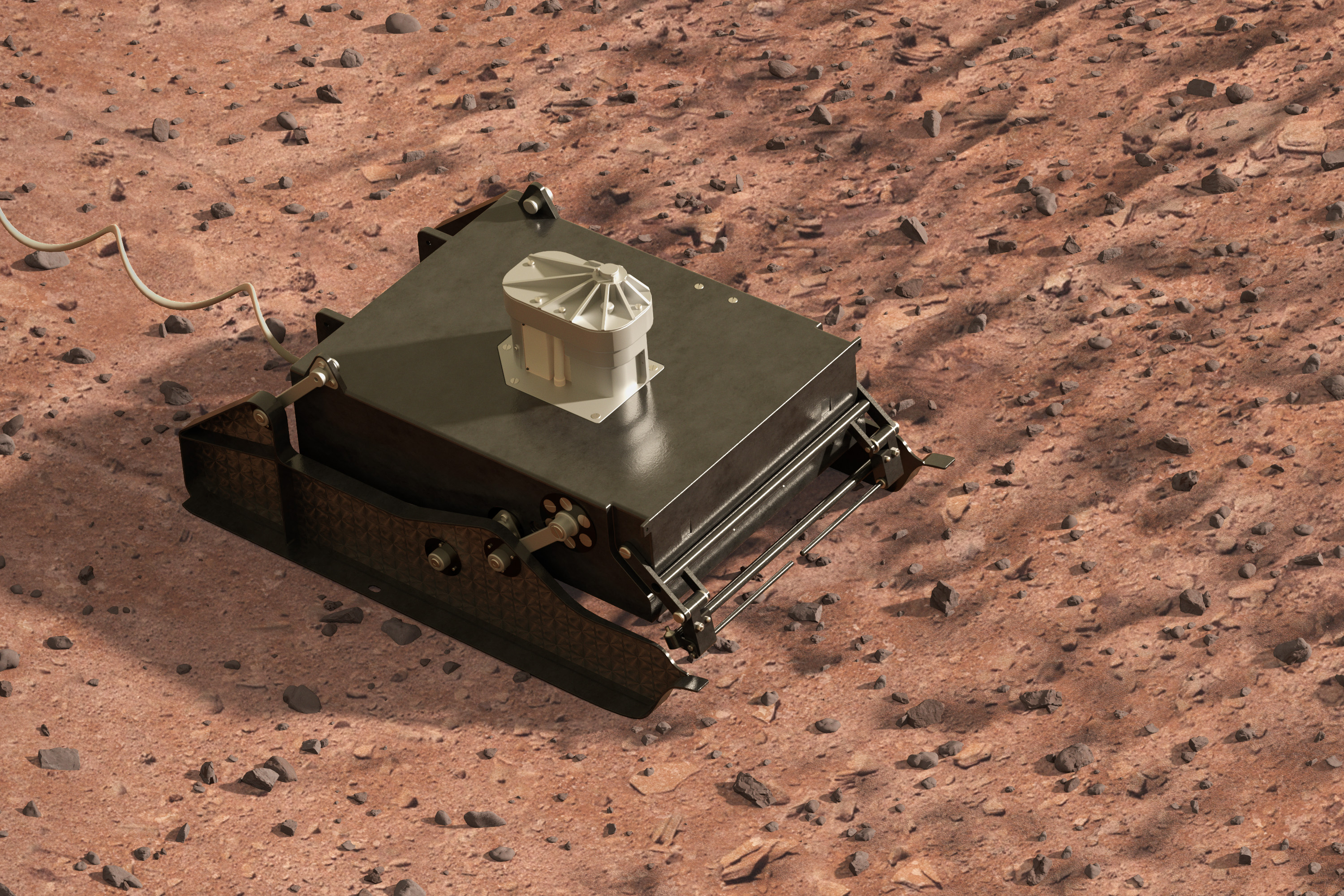
Voorstelling van PROP-M op het oppervlak van Mars.

In navolging van twee onbemande maanmissies met een op afstand bestuurbaar wagentje (Loenochod) rustten de Russen hun lander uit met een rover, genaamd PROP-M. Deze vierkante doos was 4½ kg zwaar en door middel van een 15 meter lange kabel met de lander verbonden. PROP-M bezat geen wielen, voortbeweging geschiedde door een paar ski's. Aan de voorkant bevonden zich stangen om eventuele obstakels tijdig op te merken. Verder beschikte de rover over een dynamische penetratiemeter en een stralingsdichtheidsmeter. Eenmaal geland zou een arm de rover wegduwen in het zicht van de camera's. Vervolgens zou het karretje iedere 1½ meter stoppen om onderzoek te doen, waarbij uit de achtergelaten sporen tevens diverse eigenschappen van de Marsbodem konden worden bepaald.

## Missieverloop

### Lancering
De Mars 2 werd gelanceerd op 19 mei 1971 met een Proton draagraket vanaf Bajkonoer.

### Aankomst bij Mars
Na twee geslaagde koerswijzigingen op 17 juni en 20 november kwam Mars 2 op 27 november 1971 aan bij Mars. De Russen hadden echter geen slechter moment kunnen uitkiezen, aangezien de rode planeet gebukt ging onder de grootste stofstorm die astronomen ooit op onze naaste buur waarnamen. De orbiter ontstak zijn remraket en kwam vervolgens in een baan rond Mars met een apoapsis van 24.940 km x 1380 km periapsis met een omlooptijd van 18 uur en een inclinatie van 48,9°. Normaliter schakelden de boordinstrumenten zich een half uur voor periapsis in.

### Wetenschappelijke resultaten orbiter
Tussen december 1971 en maart 1972 zond de orbiter het gros van zijn data door, hoewel de uitzendingen doorgingen tot 22 augustus 1972, de dag waarop de Sovjet-Unie bekendmaakte dat diens missie erop zat. Mars 2 had toen 362 baantjes rond Mars getrokken en in combinatie met zusterschip Mars 3 totaal 60 opnames van de rode planeet overgeseind. In tegenstelling tot NASA's Mariner 9 was het voor de Russen niet mogelijk om het nemen van foto's uit te stellen. Het vaartuig was voorgeprogrammeerd en daardoor inflexibel; het verspilde zijn beperkte aantal foto's (de opnames werden immers aan boord ontwikkeld) aan een planeet die was omhuld door een enorme zandstorm.
De gegevens wezen op bergen van wel 22 km hoogte, de aanwezigheid van atomische waterstof en zuurstof in de bovenste lagen van de Martiaanse atmosfeer en sporen van stofstormen tot wel 7 km hoogte op Mars. Het was nu mogelijk kaarten van Mars te maken.
Verder kwamen gegevens binnen over het Martiaanse zwaartekrachtveld en magneetveld. Het begin van de ionosfeer lag op 80 tot 110 km hoogte en de hoeveelheid waterdamp op Mars was 5000 maal geringer dan op Aarde. Aan het oppervlak heerste een luchtdruk van 5½ à 6 millibar en temperaturen variërend van -110°C tot +13°C.

### Lander
De Russen betaalden een hoge prijs voor hun inflexibele manier van werken en moesten hun landers afschieten in de immense stofstorm. Ze ontbeerden de keus om de landing uit te stellen. De Mars 2 beschikte niet over voldoende brandstof om de gehele sonde in een baan rond Mars te brengen, aangezien de massa van Mars 2 hiervoor te groot was. De orbiters van zowel Mars 2 als Mars 3 moesten hun landers afschieten alvorens zij afremden.
De Mars 2 schoot zijn landingsschotel ± 4½ uur voor het bereiken van Mars af, die vervolgens de atmosfeer binnendrong met een snelheid van 6 km/sec (21.600 km/uur). Het controlesysteem faalde echter, mogelijk veroorzaakt door een te steile afdalingshoek. Dit resulteerde in een harde landing. Er werden daarna geen signalen meer opgevangen.
Mars 1 · Mars 2 · Mars 3 · Mars 4 · Mars 5 · Mars 6 · Mars 7